# Lisa Shoman

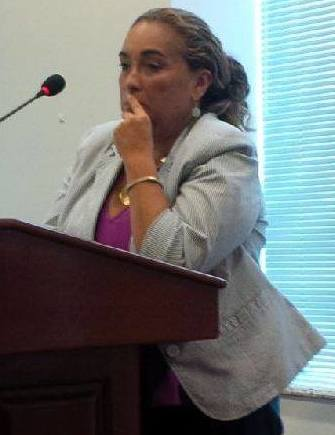
Lisa Shoman (2015)

Lisa M. Shoman (* 27. Januar 1964) ist eine Diplomatin und Politikerin aus Belize.

## Biografie
Nach dem Besuch der Grundschule und der Sekundarschule in Belize studierte sie Rechtswissenschaft an der University of the West Indies in Mona sowie an der Norman Manley Law School in Jamaika. Im Oktober 1988 erhielt sie die Zulassung als Rechtsanwältin und wurde zur Kronanwältin (Crown Counsel) im Büro des Direktors für öffentliche Anklagen ernannt, ehe sie nach einem Jahr eine Tätigkeit als Rechtsanwältin in einer Rechtsanwaltskanzlei begann. Als solche wurde sie 1996 auch zur ersten weiblichen Vorsitzenden der Rechtsanwaltsvereinigung Belizes gewählt. Später war sie von 1998 bis 2000 Vorstandsvorsitzende der Belize Telecommunications Limited.
Shoman wurde 2000 Botschafterin in den Vereinigten Staaten und war zugleich als Ständige Vertreterin bei der Organisation Amerikanischer Staaten (OAS) akkreditiert.
Im Anschluss wurde sie am 5. Juni 2007 von Premierminister Said Musa zur Außenministerin ernannt und bekleidete dieses Amt bis zum Ende von Musas Amtszeit am 8. Februar 2008.
Zugleich wurde sie 2008 zum Mitglied des Senats ernannt. 2009 wurde sie auch von Oppositionsführerin John Briceño für den Senat nominiert. Im Senat setzte sie sich für Bürgerrechte ein und ist Gegnerin von Telefonüberwachungen zur Kriminalitätsbekämpfung.
Im Dezember 2009 wurde sie darüber hinaus vom Präsidenten des Obersten Gerichts, Chief Justice Abdulai Conteh, mit dem Rang eines Senior Counsel ausgezeichnet.